# ヴァナ
ヴァナ（ドイツ語: Wanna、低地ドイツ語: Wannen）は、ドイツ連邦共和国ニーダーザクセン州クックスハーフェン郡ザムトゲマインデ・ラント・ハーデルンに属す町村（以下、本項では便宜上「町」と記述する）である。

## 地理

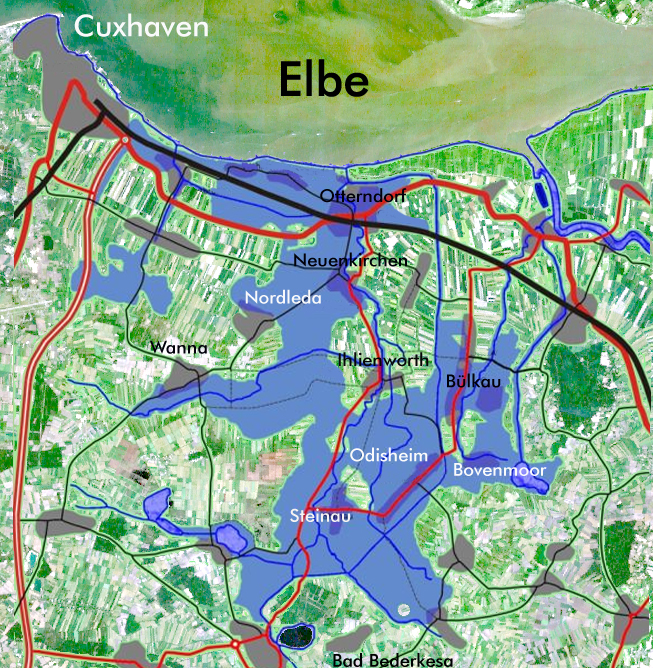
オッテルンドルフのグラマイヤー・シュタックの堤防が決壊して、4.5 m の「小規模な」洪水が起こった際の浸水地域（青色部分）

### 位置
ラント・ハーデルンに位置するこの町は、郡庁所在地クックスハーフェンの南東約 20 km にあたる。ヴァナはニーダーエルベ地域（エルベ川下流域）に位置している。
エルベ川河口および北海に近いことから最大海抜 5 m だが、しばしば海抜以下のこの町は、高潮で堤防が損傷した場合には広範囲が水没する危険性がある。起こりうるシナリオがグラマイヤー・シュタックの論文に記載されている。
町内をエンメルケ川が流れている。

### 自治体の構成
ヴァナは、アーレン＝ファルケンベルク、オスターヴァナ、オアスターヴァナアー・カンペン、ジューダーレーダ、ヴェスターヴァナの各地区で構成されている。

### 隣接する市町村
ヴァナは、北から時計回りに、ノルトレーダ、イーリエンヴォールト、シュタイナウ、ゲーストラント、ヴルスター・ノルトゼーキュステ、クックスハーフェンと境を接している。

## 歴史

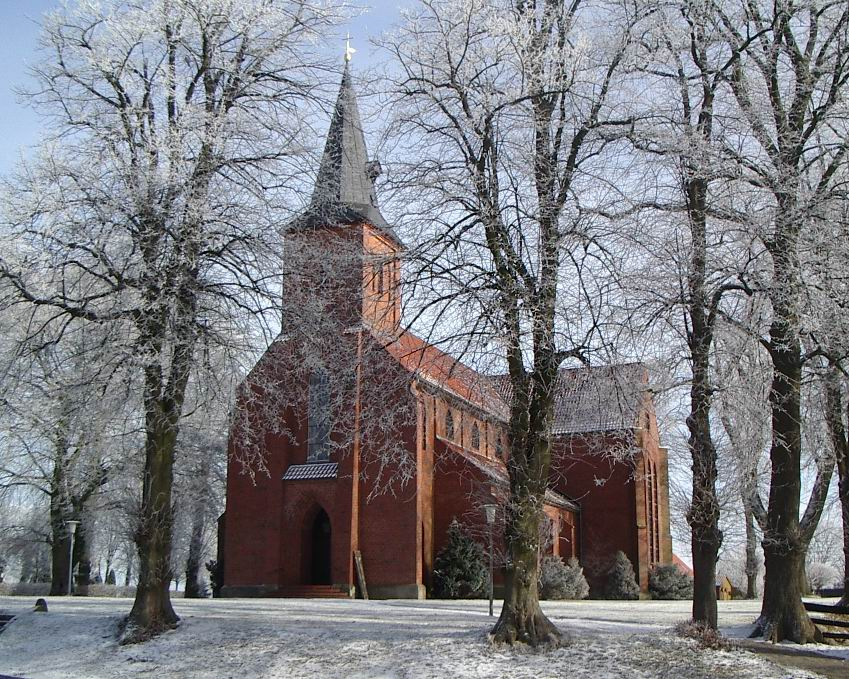
ヴァナの聖ゲオルク教会

ヴェスターヴァナ近郊の巨石文化遺跡は、主にヴェスターヴァナ西側の湿地やジューダーハイデに存在する。最初の文献記録は、1139年に Wanen という表記でなされている。この頃、ブレーメンス門前の聖パウル修道院がヴァナに 1½ の農場を所有していた。13世紀（1230年頃）にジューダーレーダに礼拝堂があったことが証明されている。その後、司祭の推薦権はノイエンヴァルデ修道院に帰した。1239年にまだ分割されていなかったザクセン公領のアルベルト1世は、オスターヴァナへの街道（現在の「ノイエ・トリフト」）とエンメルケ川への排水路をジューダーレーダの教区民に売却した。14世紀以降は、ヴェスターヴァナにも聖ゲオルクに捧げられた教会が存在した。1369年頃にヴェスターヴァナに新しい教会が建設された。この際、おそらく、解体されたジュートレーダの礼拝堂の資材が転用された。
1526年の聖ミヒャエルの日とクリスマスとの間に、ヴァナは福音主義に転向した。
1590年にこの町東部の草地や湿地（共有地）が、既に存在していた農場の間で分割された。イーリエンヴォールト＝ヴェスターエンデホレンダー農場の南側水路が西のジューダーレーダー・ホーフまで延長され、湿地の排水路が完成した。1650年頃以降、農業の他に、アーレンモールの北端での泥炭採掘が経済の重要な因子となっていった。乾燥した泥炭は、ほとんどがエンメルケ川やメデム川を経由してオッテルンドルフに運ばれた。
1915年以後、ヴァナの南に位置する荒れ地や湿地の開墾が着手された。ここにアーレン＝ファルケンベルク集落が形成され、1951年からは独自の礼拝堂を有している。
ヴァナは1970年にザムトゲマインデ・ハーデルンに加わったが、1972年に、その2年前に発足していたザムトゲマインデ・ジートラントに移った。

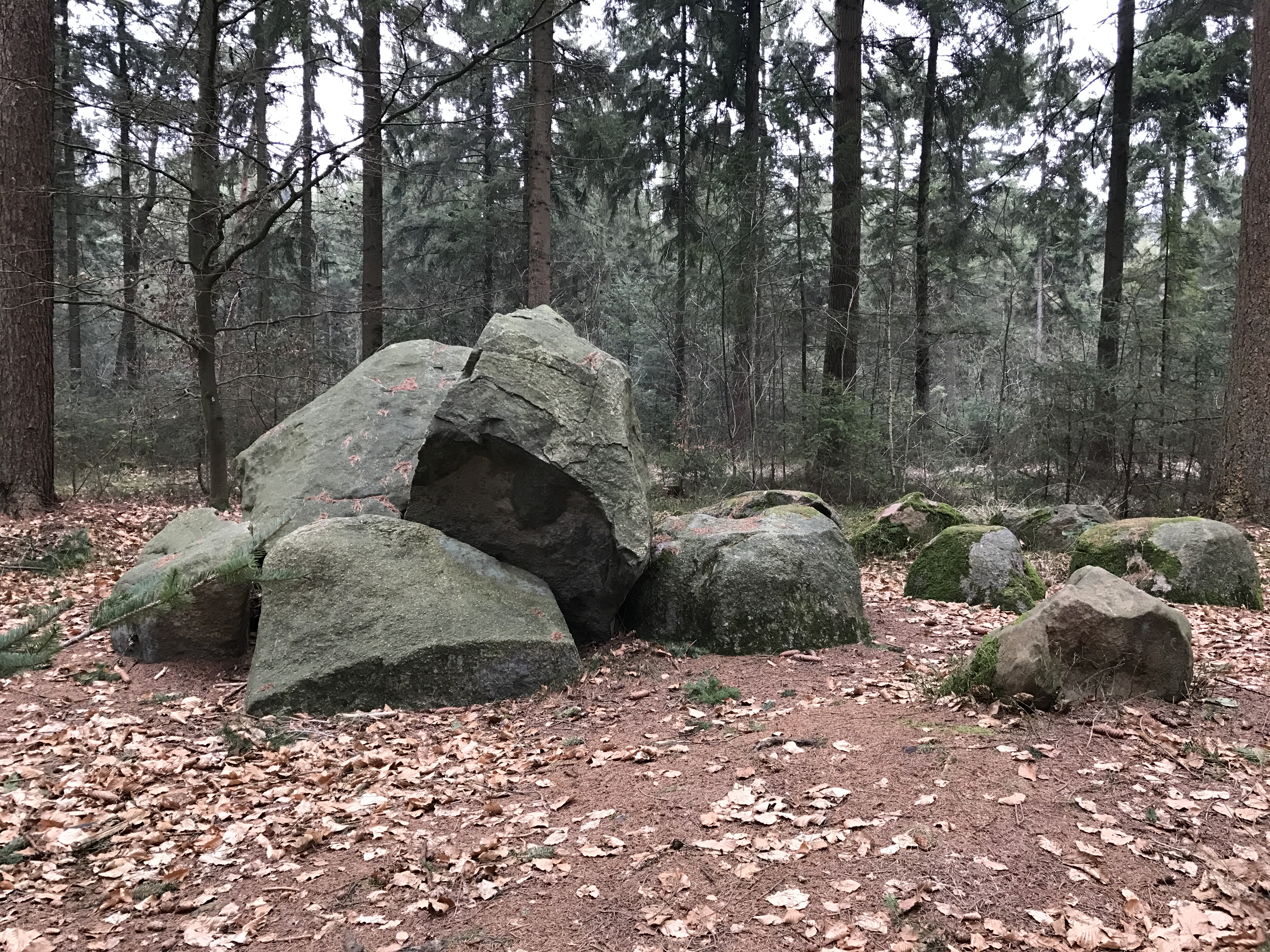
クロンスカルク

### グラーヴェンベルク
ヴァナの砂地には、先史時代・古代の発掘地が数多く存在する。漏斗状ビーカー文化の巨石墓の他に、グラーヴェンベルク（海抜 20 m）の古ザクセン時代の骨壺埋葬墓が全国的な知名度を得ている。
ヴァナ 10 とも呼ばれるクロンスカルクは、アーレンの森にある巨石文化の遺跡である。

## 住民

### 人口推移
| 年   | 1987  | 1992  | 1997  | 2002  | 2007  | 2010  | 2015  |
| ---- | ----- | ----- | ----- | ----- | ----- | ----- | ----- |
| 人口 | 2,254 | 2,284 | 2,401 | 2,439 | 2,369 | 2,329 | 2,179 |

それぞれ12月31日の数値

## 行政

### 議会
ヴァナの町議会は、13人の議員で構成されている。これは人口 2,001人から3,000人のザムトゲマインデに属す町村の議員定数である。議員は5年ごとに住民の選挙で選出される。

### 首長
町議会は、議員のニコレ・フリートホフ（SPD）を任期中の名誉職の市長に選出した。

### 紋章
ヴァナの紋章デザインはベルギー生まれで、後にオッテルンドルフに住んだ紋章研究家で紋章画家の Albert de Badrihaye によってなされた。彼はクックスハーフェン郡全域の多くの集落の紋章をデザインしている。1945年に、非ナチ化に伴い、元の紋章から銀の壺に書かれていたルーン文字が取り除かれた。
図柄: 黒地と緑地に上下二分割。それに被せて銀の壺が描かれている。
解説: ルーン文字のイングに由来する文様（ジグザグ文様）が刻まれた壺は、ヴェスターヴァナの地所から出土した数多くの先史時代の発掘品を想起させる。黒と緑の配色はハーデルンの色である。

## 文化と見所

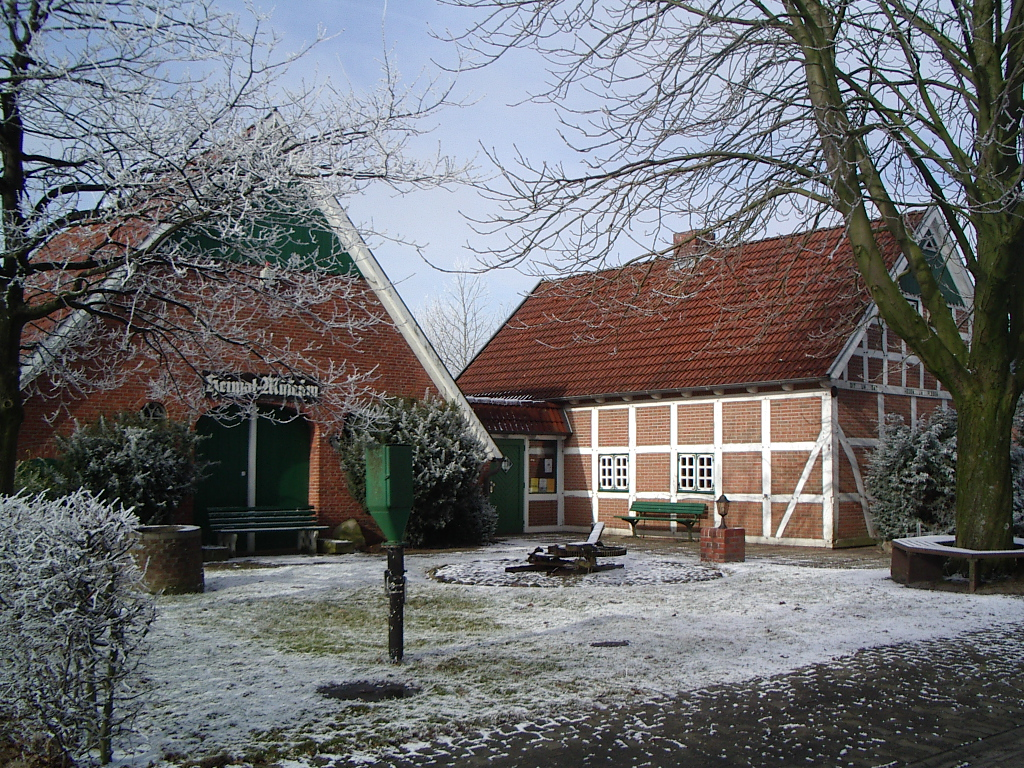
ヴァナの郷土博物館

### 郷土博物館
郷土博物館は、古い農家の中に先史時代・古代の出土品を展示している。村の鍛冶屋、木靴工房、靴作りの工房も入っている。

### 音楽
ヴァナの音楽文化は、教会と、そこでの音楽に彩られた礼拝によって特徴付けられる。2010年にヴァナの基礎課程学校は、ヘルマン＝ラウエ＝シューレ（ヘルマン・ラウエは、ヴァナ出身でハンブルク音楽演劇大学学長）と改名され、音楽文化分野に力を入れている。2011年にはハードロック・バンドも結成された。

### 言語と方言
ヴァナでは、高地ドイツ語と北部低地ザクセン語が話されている。

## 関連文献
- Rudolf Schröder (1976). Chronik der Gemeinde Wanna Kreis Land Hadeln. Wanna
- Günter G. A. Marklein (1989). Das Dorf Wanna: Ein Ort und seine Menschen. Lebensraum Marsch, Moor und Geest (1 ed.). Freiburg/Elbe: dbw-Verlagsgesellschaft mbH. ISBN 3-925354-04-2
- Gemeinde Wanna, ed. Festschrift 850 Jahre Wanna 1139–1989. Freiburg/Elbedate=Juni 1989: dbw-Verlags-GmbH
- Johann Justus Plate (1998). Sonderveröffentlichung der Männer vom Morgenstern. ed. „Antiquitaeten und Merckwürdigkeiten zu Wanna“: erstes Tagebuch Johann Justus Plate, Pastor von Wanna im Lande Hadeln (1696-1760). Wilhelm Zimmermann. Band 31. Archiv des Landkreises Cuxhaven, Bremerhaven. ISBN 978-3-931771-31-7
- Männer vom Morgenstern, ed (1999). „Hake Betken siene Duven“ – Das Sagenbuch von Elb- und Wesermündung (3 ed.). Bremerhaven. ISBN 978-3-931771-16-4
- Marie-Luise Hoppe (2014). Die fleißigen Handwerker von Wanna. Ein Dorf im Wandel. Fischerhude: Atelier Im Bauernhaus. ISBN 978-3-88132-987-3
- Marie-Luise Hoppe (2015). Leben und Wirken in Wanna. Ein Dorf im Wandel. Fischerhude: Atelier Im Bauernhaus. ISBN 978-3-88132-970-5
- Marie-Luise Hoppe (2016). Aus der guten alten Zeit in Wanna. Ein Dorf im Wandel. Fischerhude: Atelier Im Bauernhaus

これらの文献は、翻訳元であるドイツ語版の参考文献として挙げられていたものであり、日本語版作成に際し直接参照してはおりません。